# Destilación con banda giratoria
La destilación con banda giratoria es una técnica utilizada para separar mezclas de líquidos que son similares en los puntos de ebullición. Cuando se destilan líquidos con puntos de ebullición similares, los vapores son mezclas y no compuestos puros. Las columnas de fraccionamiento ayudan a separar la mezcla al permitir que los vapores mixtos se enfríen, se condensen y se vuelvan a vaporizar de acuerdo con la ley de Raoult. Con cada ciclo de condensación y vaporización, los vapores se enriquecen en un determinado componente. Una mayor superficie permite más ciclos, mejorando la separación. 
La destilación con banda giratoria lleva este concepto un paso más allá al usar una banda helicoidal giratoria hecha de un material inerte como el metal o el teflón para empujar los vapores ascendentes y el condensado descendente hacia los lados de la columna, que entran en contacto cercano entre sí. Esto acelera el equilibrio y proporciona un mayor número de ciclos de vaporización por condensación. 

## Aplicaciones
La destilación con banda giratoria a veces se puede usar para reciclar los solventes de desecho que contienen diferentes solventes y otros compuestos químicos. 